# Барки (Италия)
Барки (итал. Barchi) — коммуна в Италии, располагается в регионе Марке, в провинции Пезаро-э-Урбино.
Население составляет 997 человек (2008 г.), плотность населения составляет 58 чел./км². Занимает площадь 17 км². Почтовый индекс — 61030. Телефонный код — 0721.
Покровителем населённого пункта считается святой Sant’Ubaldo.

## Демография
Динамика населения:

## Администрация коммуны
- Официальный сайт: http://www.comune.barchi.pu.it/